# La Guerre sociale (1906)

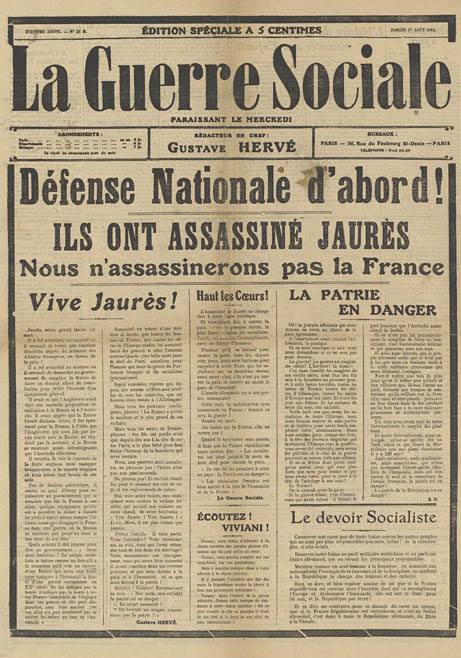
La Guerre Sociale

La Guerre sociale war eine antimilitaristische Zeitung, die von Gustave Hervé, Miguel Almereyda und Eugène Merle gegründet wurde und ursprünglich revolutionäre Sozialisten und Anarchisten auf einer libertär-kommunistischen Linie vereinte. Sie propagierte eine Strategie der revolutionären Konzentration, die sich auf einen aufständischen Antimilitarismus konzentrierte.
Gustave Hervé, der dem revolutionären Syndikalismus nahestand und Mitglied der Association internationale antimilitariste (Internationale Antimilitaristisch Vereinigung) war, gründete die Zeitung am 19. Dezember 1906. Sie wurde zur großen antimilitaristischen Zeitung der Belle Époque mit einer Auflage von 50.000 Exemplaren. Sie enthielt Artikel von Gustave Hervé, Victor Méric, Miguel Almereyda, Eugène Merle, Fanny Clar, René de Marmande, Jean De Boë, Madeleine Pelletier und Louis Perceau, aber auch Karikaturen von Aristide Delannoy und Jules Grandjouan sowie Texte von Gaston Couté.
Die Auflage von La Guerre sociale betrug um 1910 60.000 und 1912 52.000 Exemplare; dem Historiker Jean Touchard zufolge lag sie 1914 bei etwa 50.000 Exemplaren, während zum Vergleich die Auflage von L’Humanité 100.000 Exemplare betrug.
Die Redakteure der Zeitung waren immer wieder von juristischen Auseinandersetzungen bedroht; Victor Méric beispielsweise verbüßte mehrere Haftstrafen wegen Verleumdung und Beleidigung der Armee.
Nachdem Gustave Hervé zwischen 1912 und 1914 zum Nationalismus übergetreten war und der Union sacrée nahestand, wurde La Guerre sociale 1916 während des Ersten Weltkriegs in La Victoire umbenannt.